# ایستگاه راه‌‌آهن سمنان
ایستگاه راه‌آهن سمنان در ضلع جنوبی میدان باهنر واقع در جنوب شهر سمنان قرار دارد. اداره راه‌آهن سمنان برعهده اداره راه‌آهن شمال‌شرق ۱ واقع در ایستگاه راه‌آهن شاهرود است. این ساختمان در ۲۵ خرداد سال ۱۳۱۸ افتتاح شد.

## تجدید بنا
در سال ۱۳۹۵، بنای نوساز ایستگاه راه‌آهن سمنان با حضور رئیس وقت مجلس شورای اسلامی افتتاح شد. در این پروژه، زمینی به وسعت سه هزار متر مربع و با زیربنای دو هزار و ۲۰۰متر مربع، شامل ۸۰۰متر فضای اداری، یک هزارو ۴۰۰ متر فضای خدماتی سالن ها رستوران و بوفه ویژه انتظار مسافران ایجاد شد.

## خطوط راه‌آهن منشعب
- خط راه‌آهن تهران-مشهد

## منبع
1. ↑  ایستگاه راه‌آهن سمنان افتتاح شد، مهر، ۱۸ اسفند ۱۳۹۵